# Pales marginata
Pales marginata là một loài ruồi trong họ Tachinidae.